# Philosophie linguistique
Ne doit pas être confondu avec Philosophie du langage.
En philosophie des sciences, la philosophie linguistique défend l'idée que les problèmes philosophiques sont des problèmes qui peuvent être résolus (ou dissous) soit en réformant le langage soit en comprenant mieux le langage que nous utilisons actuellement. La première proposition est celle d'une philosophie du langage idéal tandis que la seconde représente la position de la philosophie du langage ordinaire.